# 若昂-邦雅曼·加巴
若昂-邦雅曼·加巴（法語：Joan-Benjamin Gaba，2001年1曰7日—），法国男子柔道运动员，2021年世界柔道锦标赛混合团体银牌得主、2022年世界柔道锦标赛混合团体银牌得主、2023年世界柔道锦标赛混合团体银牌得主、2024年世界柔道锦标赛混合团体银牌得主。